# Damon Harris
Damon Harris (17 juli 1950 – 18 februari 2013) was een Amerikaanse soulzanger, geboren als Robert Otis Harris in de havenstad Baltimore, gelegen in de staat Maryland. Het meest bekend is Damon Harris als falsettozanger van The Temptations. In die groep verving hij Ricky Owens, maar eigenlijk meer Eddie Kendricks doordat Owens slechts een paar weken deel uitmaakte van de groep.

## Pre-Temptationsperiode
Damon Harris werd geboren in de jaren vijftig en groeide op met het luisteren naar onder andere James Brown en Aretha Franklin. Hij vond echter dat er niet genoeg zwarte muziek te beluisteren viel. Hier kwam echter verandering in aan het begin van de jaren zestig. Toen veroverde de zwarte platenmaatschappij Motown de Amerikaanse muziekmarkten en bereikten artiesten als  Marvin Gaye, The Marvelettes, The Four Tops en Martha & The Vandellas sterrendom. De grootste idolen van Damon Harris waren echter The Temptations, die ook onder contract stonden bij dit platenlabel. Omdat hij zelf ook een ster wilde worden richtte hij tijdens zijn middelbareschooltijd een groep genaamd "The Tempos" op. Deze groep was gebaseerd op The Temptations en de rol van Damon Harris was die van Eddie Kendricks. Hij probeerde ook zo veel mogelijk de stem van Kendricks te imiteren.
Aan het eind van de jaren zestig richtte Damon Harris een nieuwe groep, "The Young Vandals" genaamd, op. Deze groep kreeg een contract aangeboden bij T-Neck Records, een platenmaatschappij dat destijds net opgericht was door The Isley Brothers, een oud-Motownact. Ron Isley, de leadzanger van The Temptations, veranderde de naam van de groep wel in "The Young Tempts", om zo meer commercieel succes te bereiken. Motown klaagde hierom T-Neck aan en daardoor werd de naam van de groep weer teruggebracht tot The Young Vandals. De groep had een paar kleine hits met als meest succesvolle de cover "I've Been Good To You", oorspronkelijk opgenomen door The Miracles en later ook door The Temptations. "I've Been Good To You" bereikte met The Young Vandals-editie de #46 positie op de R&B-lijst. Omdat groter succes uitbleef, besloot Damon Harris al snel weer te stoppen met de groep en zich te richten op zijn opleiding.

## The Temptations
Net toen Damon Harris zijn droom bijna vaarwel had gezegd om een ster te worden, attendeerde een vriend hem erop dat The Temptations op zoek waren naar een nieuwe falsettozanger. In 1971 had Eddie Kendricks de groep namelijk verlaten, omdat hij steeds meer ruzie kreeg met de leden Otis Williams en Melvin Franklin. Hij besloot daarom een solocarrière te vervolgen. In eerste instantie werd Kendricks vervangen door Ricky Owens, maar deze bleek niet aan de verwachtingen te kunnen voldoen. Tijdens optreden haalde Owens bijvoorbeeld de lyrics van de destijds grote hit van de groep, "Just My Imagination (Running Away With Me)", door elkaar. Daardoor zette hij The Temptations voor paal en besloot de groep hem zo snel mogelijk te vervangen. Een paar weken na de komst van Owens werden er nieuwe audities gehouden voor de rol van falsettozanger. Allereerst moest Damon Harris auditie doen voor Dennis Edwards, Melvin Franklin en Richard Street, drie van de vier leden van de groep. Daarna moest hij nogmaals auditie doen, maar dan voor de leider en vierde lid van The Temptations, Otis Williams. Zowel Edwards als Franklin als Street wilde Harris in de groep hebben, maar Williams had zo zijn bedenkingen. Harris was namelijk negen jaar jonger dan hij en Williams dacht dat de leeftijdskloof tussen Harris en de overige leden te groot zou zijn. Op aandringen van de andere drie werd Harris echter toch opgenomen in de groep en een paar weken later maakte hij al zijn debuut met The Temptations. Overigens veranderde Damon Harris zijn voornaam, dat tot dan nog steeds Otis was, in Damon, de naam van de Griekse muziekgod. Dit deed hij omdat er al een Otis in de groep was.
De eerste single sinds de komst van Damon Harris bij The Temptations was het nummer "Superstar (Remember How You Got Where You Are)". Meteen op zijn debuutsingle met de groep zong Harris al lead. Het nummer bereikte de #8 positie op de R&B-lijst en de top twintig op de poplijst. Hierna zong Damon Harris onder andere lead op hits als "Take A Look Around" en "Masterpiece". Het grootste succes bereikte hij echter met de groep in 1972. Dit was met het nummer "Papa Was A Rollin' Stone. Dit nummer was een #1 hit op de poplijst in de Verenigde Staten en bereikte in datzelfde land de #5 notering op de R&B-lijst. Daarnaast won de single maar liefst drie Grammy's.
De laatste single waarop Damon Harris te horen zou zijn was het nummer "Glasshouse" uit 1975. Datzelfde jaar werd hij ontslagen door The Temptations en vervangen door Glenn Leonard. De reden voor het ontslag was dat Damon Harris zijn gedrag steeds minder werd gewaardeerd door de andere Temptations. Zo sprak hij aan het einde van zijn tijd met The Temptations tijdens optredens tussen de nummers door over hoe dankbaar hij het Amerikaanse publiek was dat zij ervoor zorgde dat hij nu veel geld had en in grote auto's kon rond rijden. Vooral Otis Williams vond dat hij moest vertrekken. Damon Harris zelf zegt echter dat hij hier niks van af wist en dacht dat hij iets verkeerd zou hebben gezegd tegen Motownoprichter Berry Gordy.

## Heroprichting van The Young Vandals
Na zijn ontslag van The Temptations besloot Damon Harris zijn oude groep The Young Vandals, met de oorspronkelijke leden, her op te richten. Ze namen echter wel een nieuwe naam, namelijk "Impact", aan. In 1976 tekende de groep een contract met Atco Records. Daar brachten ze een aantal singles uit, met als meest succesvolle het nummer "Give A Broken Heart A Break", wat een #5 discohit was. Doordat de overige singles echter weinig succes kenden, vertrok de groep in 1977 naar Fantasy Records. Hier bracht de groep ook weinig succesvolle singles uit en besloot daarom om de groep op te heffen.

## Latere leven
In 1978 startte Damon Harris een solocarrière. Hij bracht één album uit, Silk genaamd, met als enige single een nummer dat It's Music heet. Ook deze pogingen waren weinig succesvol en Harris besloot een einde te maken aan zijn muzikale carrière. Daarna besloot hij te verhuizen naar Reno. Aan het begin van de jaren negentig besloot hij toch zijn muziekcarrière te vervolgen. Hij zong een tijd mee met een op The Temptations gebaseerde groep van oud-Temptation Dennis Edwards. Later dat decennium richtte hij zijn eigen groep op, genaamd The Temptations Review Starring Damon Harris. Richard Street, eveneens ex-lid van The Temptations, zingt af en toe mee met deze groep.
Op 47-jarige leeftijd werd bij Harris prostaatkanker geconstateerd. Het bleek dat hij deze ziekte al vijf jaar had. Na een aantal operaties was Harris genezen van deze ziekte. Daarna besloot hij zijn eigen organisatie om het onderzoek naar het verhelpen van prostaatkanker te verbeteren op te richten. Deze non-profitorganisatie heet The Damon Harris Cancer Foundation. De organisatie richt zich vooral op Afro-Amerikaanse mannen, omdat deze groep 60% meer kans maakt op het krijgen van prostaatkanker dan blanke mannen.
Op 18 februari 2013 overleed Harris op 62-jarige leeftijd alsnog aan de gevolgen van prostaatkanker.

## Discografie

### The Young Vandals
- 1969: In My Opinion
- 1970: I've Been Good To You (#46 R&B)
- 1970: I'm Gonna Wait For You

### Nummers van The Temptations waarop Damon Harris lead zingt
- 1971: Superstar (Remember How You Got Where You Are) (#8 R&B, #18 pop)
- 1972: Take A Look Around (#10 R&B, #30 pop)
- 1972: Papa Was A Rollin' Stone (#5 R&B, #1 pop)
- 1973: Masterpiece (#1 R&B, #7 pop)
- 1973: Plastic Man (#8 R&B, #40 pop)
- 1973: Law Of The Land
- 1974: Heavenly (#8 R&B, #43 pop)

### Impact
- 1976: Give A Broken Heart A Break (#36 R&B)
- 1976: Happy Man, Pt.1 (#42 R&B, #94 pop)
- 1977: Rainy Days, Stormy Nights, Pt.1 (#90 R&B)
- 1978: Sister Fine (#49 R&B)

### Solo
- 1978: It's Music

- International Standard Name Identifier: 0000 0003 5504 7503
- Library of Congress Control Number: no98030008
- MusicBrainz: 95967aaf-3598-44d1-a044-21e67948dab3
- Virtual International Authority File: 75929774
- WorldCat: E39PBJdWTJR4r3vyXy4MH8jKVC